# Phisalixella
Phisalixella – rodzaj węży z rodziny Pseudoxyrhophiidae.

## Zasięg występowania
Rodzaj obejmuje gatunki występujące na Madagaskarze. 

## Systematyka

### Podział systematyczny
Do rodzaju należą następujące gatunki:
- Phisalixella arctifasciata (A.M.C. Duméril, Bibron & A.H.A. Duméril, 1854)
- Phisalixella tulearensis (Domergue, 1995)
- Phisalixella variabilis (Boulenger, 1896)